# 대모산 (서울)
대모산(大母山)은 대한민국 서울특별시 강남구, 서초구에 있는 높이 293m의 산이다.
강남구 일원동 방면의 대모산에는 불국사와 남쪽 서초구 내곡동에 헌인릉이 있는데 헌릉은 태종과 그의 비인 원경왕후 민씨의 능이며 인릉은 조선 23대 임금인 순조와 왕비 순원왕후 김씨의 능이다. 산 모양이 늙은 할미와 같다 하여 할미산으로 불리다가, 조선 태종의 헌릉이 자리하면서 어명에 의해 대모산으로 부르게 되었다.

## 전해오는 이야기
헌릉은 1420년(세종 2년) 원경왕후가 사망했을 때 태종의 명으로 조성됐고, 1422년 태종이 사망하면서 쌍릉이 됐다. 세종은 모후가 승하하자 당일로 국장도감을 설치하고, 능제는 태조의 건원릉을 따르도록 했다. 당시 왕비의 석곽은 서울시 종로구 창신동의 석산 돌로 사용했다.
석곽 덮개돌은 원래 물 등이 새어들지 않도록 한판으로 써야 함에도 불구하고, 태종은 그렇게 하면 백성들이 다친다며, 반을 쪼개 두 개를 덮도록 지시하고 직접 자신이 현장에 가 석공들로 하여금 둘로 쪼개도록 했다는데, 풍수지리에서는 이곳에 자리잡은 헌릉은 땅의 영모함이 머물러 있고, 기운이 꿈틀거리는 길지라고 전한다.

## 같이 보기
- 한국의 산
- 서울의 산 목록